# Tirora
Tirora es una ciudad y  municipio situada en el distrito de Gondia en el estado de Maharashtra (India). Su población es de 25181 habitantes (2011). 

## Demografía
Según el censo de 2011 la población de Tirora era de 25181 habitantes, de los cuales 12739 eran hombres y 12442 eran mujeres. Tirora tiene una tasa media de alfabetización del 89,91%, superior a la media estatal del 82,34%: la alfabetización masculina es del 95,27%, y la alfabetización femenina del 84,46%.